# Kanadische Unterhauswahl 1908
- Sonst.: 1
- Lib: 133
- Unabh.: 2
- Lib-Kon: 3
- Kons: 82

Die 11. kanadische Unterhauswahl (englisch 11th Canadian General Election, französisch 11e élection fédérale canadienne) fand am 26. Oktober 1908 statt. Gewählt wurden 221 Abgeordnete des kanadischen Unterhauses (engl. House of Commons, frz. Chambre des Communes).

## Die Wahl
Zum vierten Mal in Folge führte Premierminister Wilfrid Laurier die regierende Liberale Partei zum Wahlsieg. Zwar mussten die Liberalen leichte Verluste beim Wähleranteil und bei der Anzahl der Sitze hinnehmen, doch konnten sie weiterhin mit einer komfortablen Mehrheit regieren. Die von Robert Borden angeführte Konservative Partei und mit ihnen einzelne liberal-konservative Abgeordnete gelang es wiederum nicht, die Liberalen zu verdrängen. Sie gewannen zehn Sitze hinzu, doch da das Parlament um sieben Sitze erweitert worden war, glich sich dies wieder weitgehend aus. Im südlichen Teil der Nordwest-Territorien waren 1905 die neuen Provinzen Alberta und Saskatchewan entstanden, die nun drei Jahre später von eigenen Abgeordneten repräsentiert wurden.
Die Wahlbeteiligung betrug 70,3 %.

## Ergebnisse

### Gesamtergebnis
| Partei | Partei                        | Vorsitzender    | Kandi- daten | Sitze 1904 | Sitze 1908 | +/−  | Stimmen   | Wähler- anteil | +/−      |
| ------ | ----------------------------- | --------------- | ------------ | ---------- | ---------- | ---- | --------- | -------------- | -------- |
|        | Liberale Partei               | Wilfrid Laurier | 213          | 137        | 133        | − 04 | 570.311   | 48,87 %        | − 2,01 % |
|        | Konservative Partei           | Robert Borden   | 207          | 070        | 082        | + 12 | 524.641   | 44,95 %        | + 0,55 % |
|        | Liberal-konservative Partei 1 | Robert Borden   | 004          | 005        | 003        | − 02 | 14.733    | 1,26 %         | − 0,28 % |
|        | Unabhängige                   |                 | 015          | 001        | 001        |      | 16.903    | 1,45 %         | −        |
|        | Labour Party                  |                 | 003          |            | 001        | + 01 | 10.400    | 0,89 %         | + 0,68 % |
|        | Unabhängige Konservative      |                 | 002          | 001        | 001        |      | 5.314     | 0,46 %         | − 0,03 % |
|        | nicht bekannt                 |                 | 007          |            |            |      | 13.478    | 1,15 %         | + 0,01 % |
|        | Sozialistische Partei         |                 | 005          |            |            |      | 6.071     | 0,52 %         | + 0,34 % |
|        | Unabhängige Liberale          |                 | 005          |            |            |      | 5.191     | 0,44 %         | + 0,41 % |
| Gesamt | Gesamt                        | Gesamt          | 461          | 214        | 221        | + 07 | 1.167.042 | 100,0 %        |          |

Übersicht der Provinzen und Territorien

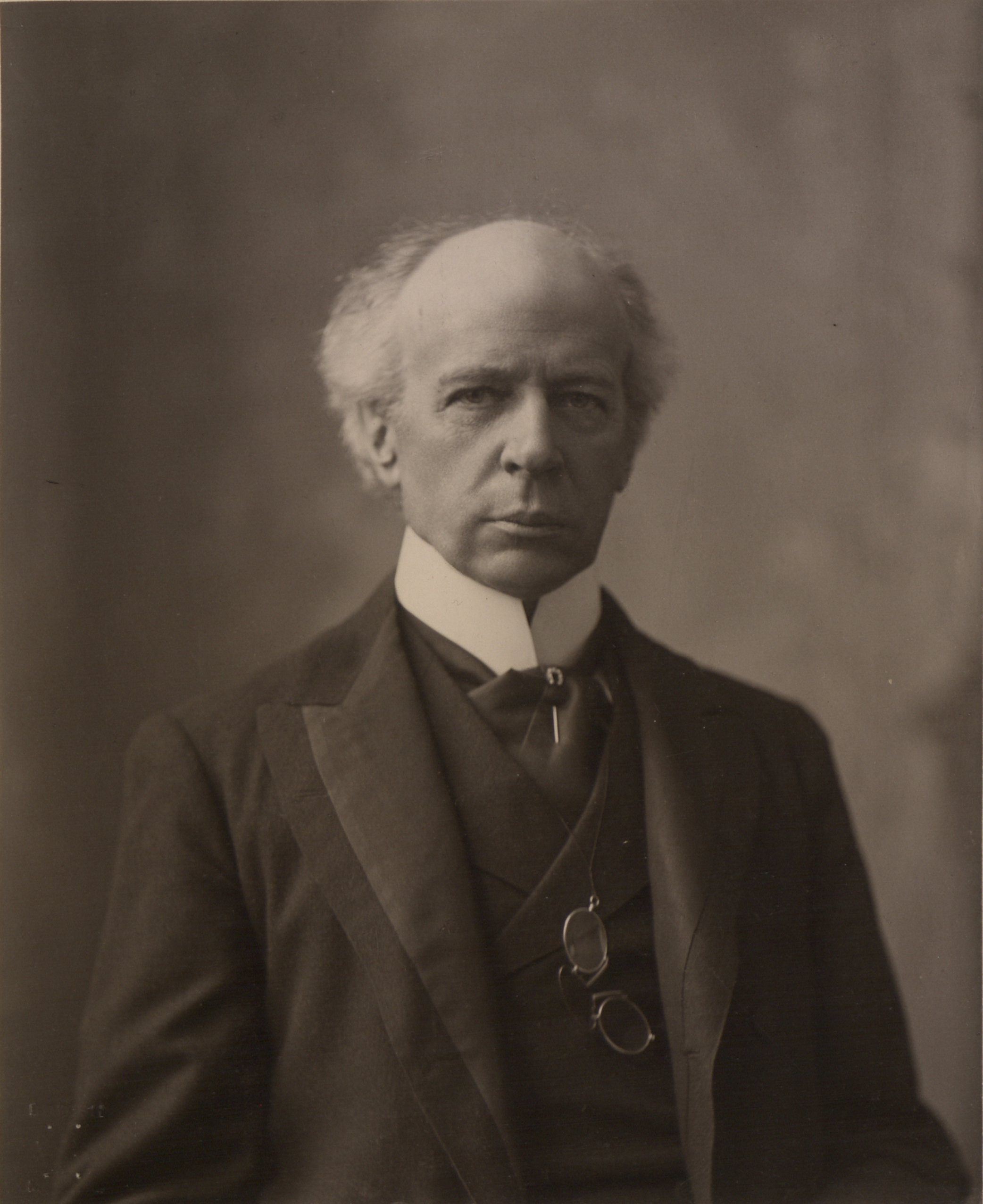
Wilfrid Laurier

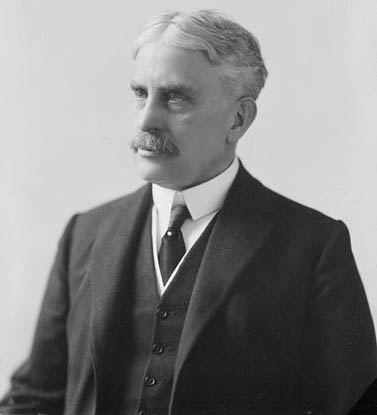
Robert Borden

1 Die Liberal-Konservativen bildeten zusammen mit den Konservativen eine Fraktion im Unterhaus

### Ergebnis nach Provinzen und Territorien
| Partei      | Partei                      | Partei      | BC   | AB   | SK   | MB   | ON   | QC   | NB   | NS   | PE   | YK   | Gesamt |
| ----------- | --------------------------- | ----------- | ---- | ---- | ---- | ---- | ---- | ---- | ---- | ---- | ---- | ---- | ------ |
|             | Liberale Partei             | Sitze       | 2    | 4    | 9    | 2    | 37   | 52   | 11   | 12   | 3    | 1    | 133    |
|             | Liberale Partei             | Anteil in % | 35,9 | 50,2 | 56,6 | 45,4 | 45,0 | 53,0 | 56,2 | 51,0 | 50,4 | 40,2 | 48,9   |
|             | Konservative Partei         | Sitze       | 5    | 2    | 1    | 8    | 46   | 12   | 2    | 5    | 1    |      | 82     |
|             | Konservative Partei         | Anteil in % | 46,8 | 38,1 | 36,8 | 51,5 | 49,2 | 39,5 | 43,8 | 44,5 | 49,6 | 10,8 | 45,0   |
|             | Liberal-konservative Partei | Sitze       |      | 1    |      |      | 1    |      |      | 1    |      |      | 3      |
|             | Liberal-konservative Partei | Anteil in % |      | 6,4  |      |      | 1,5  |      |      | 4,5  |      |      | 1,3    |
|             | Unabhängige                 | Sitze       |      |      |      |      | 1    |      |      |      |      |      | 1      |
|             | Unabhängige                 | Anteil in % | 8,9  | 3,7  | 0,6  | 0,1  | 1,8  | 1,1  |      |      |      |      | 1,5    |
|             | Labour Party                | Sitze       |      |      |      |      |      | 1    |      |      |      |      | 1      |
|             | Labour Party                | Anteil in % |      |      |      |      | 0,7  | 2,6  |      |      |      |      | 0,9    |
|             | Unabhängige Konservative    | Sitze       |      |      |      |      | 1    |      |      |      |      |      | 1      |
|             | Unabhängige Konservative    | Anteil in % |      |      | 5,9  |      | 0,4  |      |      |      |      |      | 0,5    |
|             | nicht bekannt               | Anteil in % | 1,3  |      |      |      | 1,4  | 1,9  |      |      |      | 49,0 | 1,2    |
|             | Sozialistische Partei       | Anteil in % | 7,1  | 1,6  |      | 2,9  | 0,2  |      |      |      |      |      | 0,5    |
|             | Unabhängige Liberale        | Anteil in % |      |      | 0,1  |      |      | 1,8  |      |      |      |      | 0,4    |
| Sitze total | Sitze total                 | Sitze total | 7    | 7    | 10   | 10   | 86   | 65   | 13   | 18   | 4    | 1    | 221    |